# Insula Carolina (Limanul Nistrului)

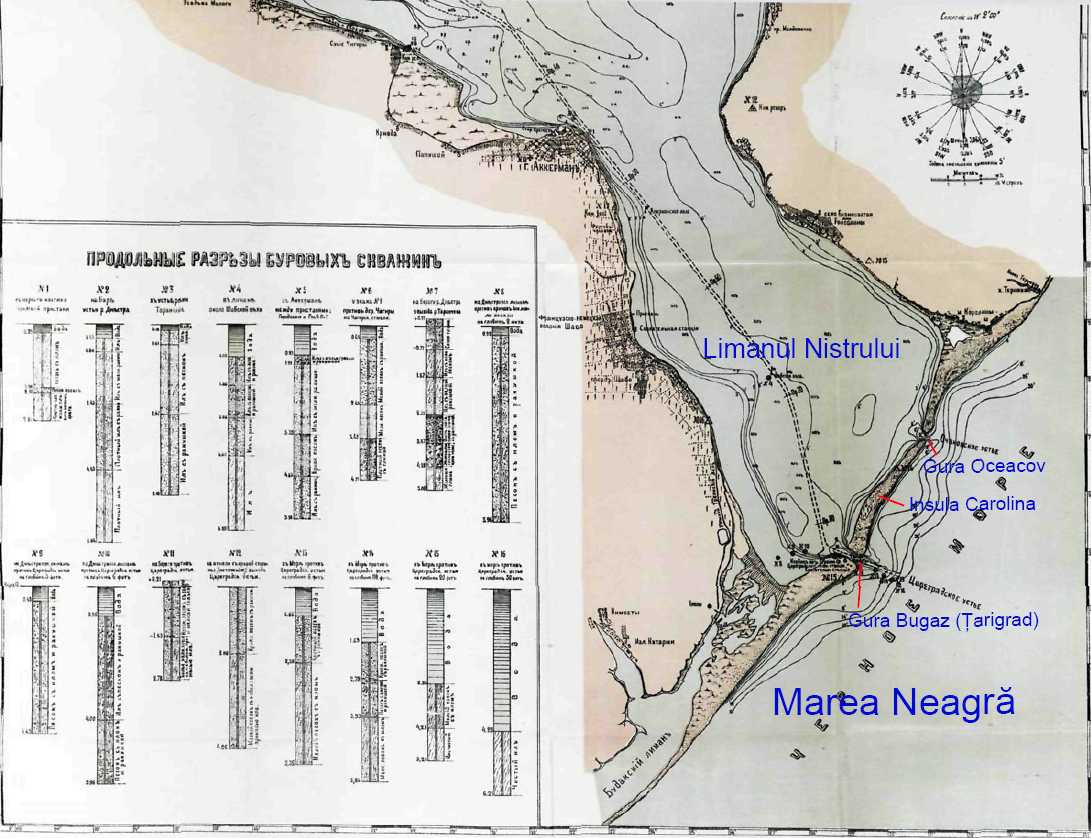
Insula Carolina în 1897

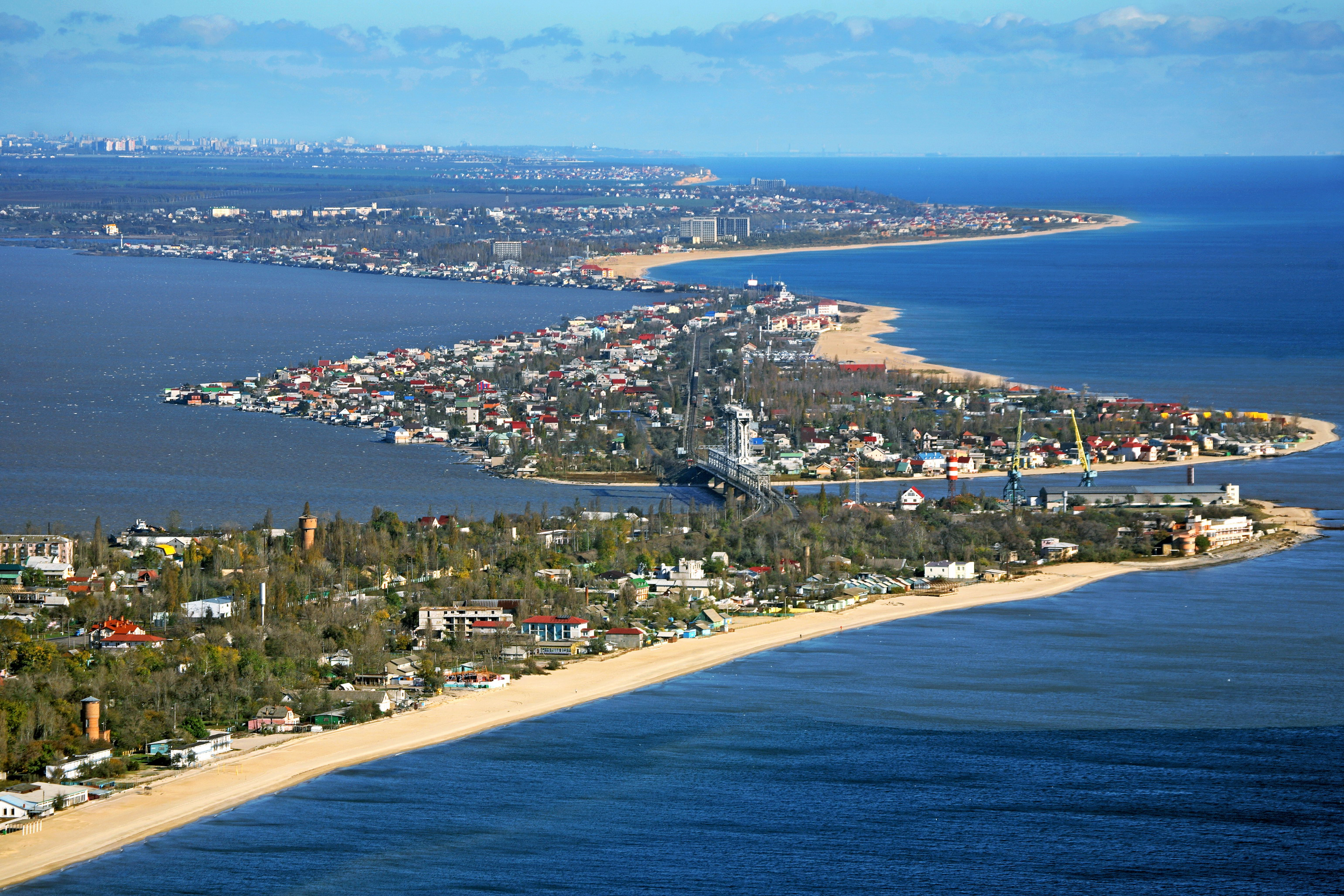
Perisipul limanului Nistrului (sau perisipul Carolino-Bugaz), în prezent. În centru - raionul Solnecnîi (fosta insulă Carolina) al orașului Bugaz, aflat între două porțiuni înguste: cea din depărtare este fosta gură Oceacov, iar cea din față - Gura Bugaz (Țarigrad), peste care se află un pod.

Insula Carolina (în rusă Остров Каролины, остров Каролиной) a fost o insulă situată la vărsarea în Marea Neagră a Limanului Nistrului, între gurile de vărsare ale acestuia Oceacov și Bugaz (Țarigrad), prima situată spre nord și a doua spre sud.
Această insulă se prezenta ca o limbă nisipoasă, lungă de 4,2 km, ajungând spre Bugaz, la peste 500 metri lățime, iar spre malul estic până la 300 metri lățime și avea o suprafață de 9 ha. Peste Gura Oceacov a fost construit un pod de lemn în anii 1916-1917. După ce aceasta a fost astupată cu nisip în 1926 în timpul unei furtuni puternice, insula Carolina s-a transformat într-un perisip (peninsulă) al malului stâng al limanului.
În timpul operațiilor militare pentru apărarea Marii Uniri, insula a fost parte a teatrului de război româno-rus, situație care s-a repetat în 1941 în timpul celui de-Al Doilea Război Mondial. Până în 1940 linia graniței româno‑sovietice trecea prin Gura Oceacov. În prezent fosta insulă Carolina este un raion al orașului Bugaz (Zatoka).